# Hisøy kommun
Hisøy kommun (norska: Hisøy kommune) var en kommun i Aust-Agder fylke i södra Norge. Kommunen omfattade området kring ön Hisøy, söder om staden Arendal i nuvarande Arendals kommun. Orten Kolbjørnsvik utgjorde kommunens centralort.

## Administrativ historik
Hisøy kommun upprättades den 1 januari 1881 genom utbrytning ur Øyestads kommun. Kommunen hade 2 652 invånare vid upprättandet.
Den 1 januari 1992 gick kommunen upp i Arendals kommun. Kommunens hade då 4 026 invånare.

## Kommunvapen
Blasonering: I rødt to oppvoksende sølv fyrtårn.
(I rött fält två uppstigande fyrar av silver.)
Kommunvapnet godkändes genom kunglig resolution den 12 december 1986. Motivet syftar på de två fyrtorn som finns på Store Torungen respektive Lille Torungen, två små öar utanför ön Hisøy.

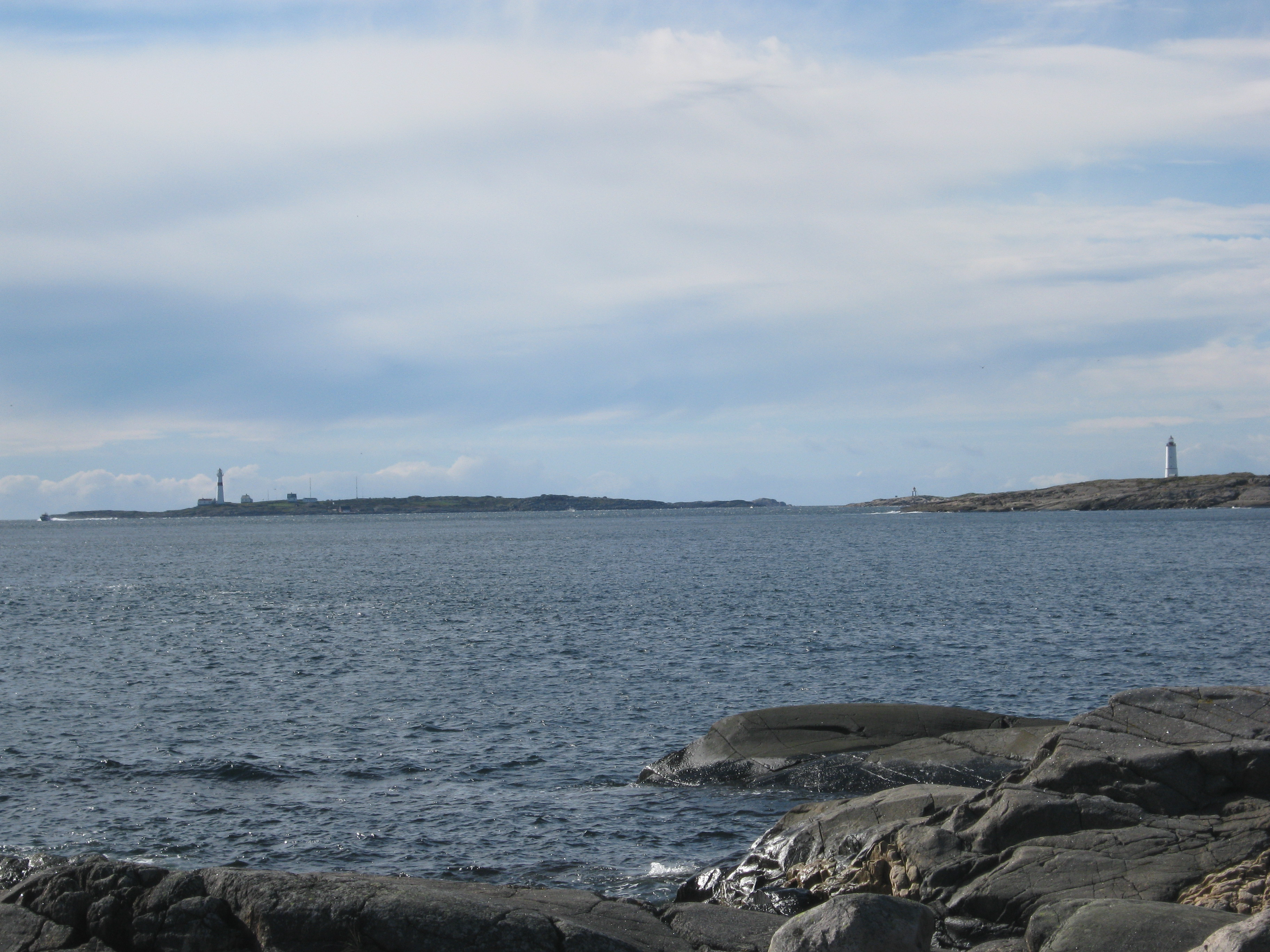
De båda fyrtornen på Store Torungen (t.v.) respektive Lille Torungen (t.h.) har gett upphov till kommunvapnets motiv.